# Halfbrick Studios
Halfbrick Studios Pty Ltd  é uma Desenvolvedora de jogos eletrônicos australiana com sede em Brisbane. Fundada em 2001, a empresa trabalhava principalmente com jogos licenciados até 2008. A companhia lançou Fruit Ninja (2010) e Jetpack Joyride (2011).
Além de sua sede em Brisbane, a Halfbrick opera em escritórios em Sydney, Adelaide, Espanha, Bulgária e Los Angeles. Em março de 2012, a companhia adquiriu a Onan Games por um preço não revelado para usar o software Mandreel, que permite que jogos suportem desenvolvimento em iOS, Android, Adobe Flash Player e HTML5.

## Jogos
| Ano                                  | Título                                         | Plataforma(s)                                                       |                      |
| ------------------------------------ | ---------------------------------------------- | ------------------------------------------------------------------- | -------------------- |
| 2002                                 | Rocket Power: Beach Bandits                    | PlayStation 2, Nintendo Gamecube, Xbox                              |                      |
| 2003                                 | Fuzz & Rocket (canceled)                       | Game Boy Advance                                                    |                      |
| 2004                                 | Ty the Tasmanian Tiger 2: Bush Rescue          | Game Boy Advance                                                    |                      |
| 2005                                 | Ty the Tasmanian Tiger 3: Night of the Quinkan | Game Boy Advance                                                    |                      |
| Avatar: The Last Airbender           |                                                | Game Boy Advance                                                    |                      |
| Nicktoons: Battle for Volcano Island |                                                | Game Boy Advance                                                    |                      |
| 2007                                 | Heatseeker                                     | Game Boy Advance                                                    | PlayStation Portable |
| 2007                                 | Avatar: The Last Airbender - The Burning Earth | Game Boy Advance                                                    |                      |
| 2007                                 | The Legend of Spyro: The Eternal Night         | PlayStation 2, Wii                                                  |                      |
| 2008                                 | Hellboy: The Science of Evil                   | PlayStation Portable                                                |                      |
| 2008                                 | Avatar: The Last Airbender - Into the Inferno  | Nintendo DS                                                         |                      |
| 2009                                 | Star Wars: The Clone Wars – Republic Heroes    | Microsoft Windows                                                   |                      |
| 2009                                 | Marvel Super Hero Squad                        | Nintendo DS                                                         |                      |
| 2009                                 | Halfbrick Blast Off                            | Xbox 360, PlayStation Portable, PlayStation 3                       |                      |
| 2009                                 | Halfbrick Echoes                               | Xbox 360, PlayStation Portable, PlayStation 3, Zune HD              |                      |
| 2009                                 | Halfbrick Rocket Racing / Aero Racing          | Xbox 360, PlayStation Portable, PlayStation 3                       |                      |
| 2010                                 | Age of Zombies                                 | iOS, PlayStation Vita, PlayStation 3                                |                      |
| 2010                                 | Fruit Ninja                                    | iOS, Android, Bada, Windows Phone                                   |                      |
| 2010                                 | Sunset Studio: Behind the Scenes!              | Microsoft Windows                                                   |                      |
| 2010                                 | The Last Airbender                             | Nintendo DS                                                         |                      |
| 2010                                 | Monster Dash                                   | iOS                                                                 |                      |
| 2010                                 | Raskulls                                       | Xbox 360                                                            |                      |
| 2011                                 | de Blob 2                                      | Nintendo DS                                                         |                      |
| 2011                                 | Fruit Ninja FX                                 | Arcade                                                              |                      |
| 2011                                 | Fruit Ninja Kinect                             | Xbox 360                                                            |                      |
| 2011                                 | Fruit Ninja Frenzy                             | Facebook                                                            |                      |
| 2011                                 | Age of Zombies                                 | Android                                                             |                      |
| 2011                                 | Monster Dash                                   | Google Chrome                                                       |                      |
| 2011                                 | Jetpack Joyride                                | iOS                                                                 |                      |
| 2011                                 | Fruit Ninja: Puss In Boots                     | Android, iOS                                                        |                      |
| 2011                                 | Steambirds: Survival                           | Android, iOS                                                        |                      |
| 2011                                 | Age of Zombies Anniversary                     | iOS                                                                 |                      |
| 2012                                 | Jetpack Joyride                                | Android, BlackBerry OS, Facebook, PlayStation Vita, Windows Runtime |                      |
| 2013                                 | Fish out of Water                              | iOS                                                                 |                      |
| 2013                                 | Fruit Ninja Skittles                           | Android, iOS                                                        |                      |
| 2013                                 | Band Stars                                     | Android, iOS                                                        |                      |
| 2013                                 | Colossatron: Massive World Threat              | Android, iOS                                                        |                      |
| 2014                                 | Bears vs. Art                                  | Android, iOS                                                        |                      |
| 2014                                 | Birzzle Fever                                  | Android, iOS                                                        |                      |
| 2014                                 | Yes Chef                                       | Android, iOS                                                        |                      |
| 2014                                 | Radical Rappelling                             | Android, iOS                                                        |                      |
| 2014                                 | Top Farm                                       | Android, iOS                                                        |                      |
| 2015                                 | Fruit Ninja Kinect 2                           | Xbox One                                                            |                      |
| 2015                                 | Fruit Ninja Academy: Math Master               | Android, iOS                                                        |                      |
| 2016                                 | Fruit Ninja VR                                 | Microsoft Windows, PlayStation VR                                   |                      |
| 2016                                 | Star Skater                                    | Android, iOS                                                        |                      |
| 2016                                 | Dan the Man                                    | Android, iOS                                                        |                      |